# Prolepsis pluto
Prolepsis pluto là một loài ruồi trong họ Asilidae. Prolepsis pluto được Lynch & Arribálzaga miêu tả năm 1881.